# Населення Латвії
Населення Латвії. Чисельність населення країни 2015 року становила 1,986 млн осіб (147-ме місце у світі). Чисельність латвійців стабільно зменшується, народжуваність 2015 року становила 10 ‰ (194-те місце у світі), смертність — 14,31 ‰ (5-те місце у світі), природний приріст — -1,06 % (231-ше місце у світі) . 

## Історія
Згідно з даними першого офіційного перепису, проведеного в Латвії у складі Російської імперії 1897 року, латиші становили 68,34 % від загальної чисельності населення, що загалом нараховувало 1 930 тисяч; росіяни — 8 %, євреї — 6,36 %, балтійські німці — 7,12 %, білоруси — 4,12 % поляки — 3,37 %. Решта — литовці, ліви, естонці, цигани і представники інших національностей. 5 традиційних національних громад Латвії, сформованих до Першої світової війни: латиші, росіяни, поляки, євреї (нечисленні після голокосту, двох хвиль масової репатріації в Ізраїль, а також еміграції в США і Німеччини), німці (нечисленні після вимушеної репатріації до Німеччини в 1939-1941 роках). Частка росіян постійно зростала з кінця XIX століття і до розпаду СРСР 1991 року, особливо інтенсивно в радянський період.
Сьогодні латиші складають трохи більше 62 % населення Латвії. 24,7 % налічують росіяни — найбільша національна меншина Латвії. У деяких великих латвійських містах (напр. Даугавпілс, Рига і Резекне) латишів проживає менше, ніж представників інших національностей разом узятих — росіян, українців, білорусів, поляків та ін. Сьогоднішній національний склад населення Латвії багато в чому є результатом масової імміграції за радянських часів, яка призвела до скорочення частки латишів з 77 % (1 467 035 осіб) 1935 року до 52 % (1 387 757 осіб) 1989 року.

## Природний рух

### Відтворення
Народжуваність у Латвії, станом на 2015 рік, дорівнює 10 ‰ (194-те місце у світі). Коефіцієнт потенційної народжуваності 2015 року становив 1,5 дитини на одну жінку (195-те місце у світі). Середній вік матері при народженні першої дитини становив 26,4 року (оцінка на 2011 рік).
Смертність у Латвії 2015 року становила 14,31 ‰ (5-те місце у світі).
Природний приріст населення в країні 2015 року був негативним і становив -1,06 % (депопуляція) (231-ше місце у світі).
Природний рух населення Латвії в 1920—2015 роках
| Рік  | Чисельність населення (тис. осіб) | Живих народжень | Смертей | Природний приріст | Народжуваність (‰) | Смертність (‰) | Природний приріст (‰) | Фертильність | Смертність немовлят (‰) | Середня тривалість життя (чоловіки) | Середня тривалість життя (жінки) |
| ---- | --------------------------------- | --------------- | ------- | ----------------- | ------------------ | -------------- | --------------------- | ------------ | ----------------------- | ----------------------------------- | -------------------------------- |
| 1920 | 1 727                             | 29 434          | 33 891  | −4 457            | 17,0               | 19,6           | −2,6                  |              | 128,4                   |                                     |                                  |
| 1921 | 1 850                             | 36 420          | 25 331  | 11 089            | 19,7               | 13,7           | 6,0                   |              | 93,2                    |                                     |                                  |
| 1922 | 1 883                             | 41 146          | 27 553  | 13 593            | 21,9               | 14,6           | 7,2                   |              | 90,8                    |                                     |                                  |
| 1923 | 1 909                             | 41 796          | 26 080  | 15 716            | 21,9               | 13,7           | 8,2                   |              | 88,4                    |                                     |                                  |
| 1924 | 1 845                             | 41 172          | 28 399  | 12 773            | 22,3               | 15,4           | 6,9                   |              | 100,8                   |                                     |                                  |
| 1925 | 1 857                             | 41 314          | 27 683  | 13 631            | 22,3               | 14,9           | 7,3                   |              | 107,2                   |                                     |                                  |
| 1926 | 1 871                             | 41 073          | 27 557  | 13 516            | 22,0               | 14,7           | 7,2                   |              | 87,9                    |                                     |                                  |
| 1927 | 1 883                             | 41 610          | 28 941  | 12 669            | 22,1               | 15,4           | 6,7                   |              | 95,7                    |                                     |                                  |
| 1928 | 1 895                             | 39 126          | 27 299  | 11 827            | 20,7               | 14,4           | 6,2                   |              | 96,3                    |                                     |                                  |
| 1929 | 1 900                             | 35 673          | 28 512  | 7 161             | 18,8               | 15,0           | 3,8                   |              | 106,7                   |                                     |                                  |
| 1930 | 1 910                             | 37 835          | 27 110  | 10 725            | 19,8               | 14,2           | 5,6                   |              | 90,0                    |                                     |                                  |
| 1931 | 1 920                             | 36 972          | 26 891  | 10 081            | 19,3               | 14,0           | 5,3                   |              | 86,3                    |                                     |                                  |
| 1932 | 1 931                             | 37 366          | 26 342  | 11 024            | 19,4               | 13,6           | 5,7                   |              | 89,3                    |                                     |                                  |
| 1933 | 1 939                             | 34 576          | 26 319  | 8 257             | 17,8               | 13,6           | 4,3                   |              | 76,4                    |                                     |                                  |
| 1934 | 1 947                             | 33 383          | 27 065  | 6 318             | 17,2               | 13,9           | 3,2                   |              | 95,1                    |                                     |                                  |
| 1935 | 1 953                             | 34 419          | 27 660  | 6 759             | 17,6               | 14,2           | 3,5                   |              | 78,9                    |                                     |                                  |
| 1936 | 1 961                             | 35 468          | 27 646  | 7 822             | 18,1               | 14,1           | 4,0                   |              | 80,1                    |                                     |                                  |
| 1937 | 1 968                             | 34 863          | 28 083  | 6 780             | 17,7               | 14,3           | 3,4                   |              | 85,0                    |                                     |                                  |
| 1938 | 1 978                             | 36 386          | 26 703  | 9 683             | 18,4               | 13,5           | 4,9                   |              | 68,1                    |                                     |                                  |
| 1939 | 2 000                             | 36 932          | 27 827  | 9 105             | 18,5               | 13,9           | 4,6                   |              | 70,2                    |                                     |                                  |
| 1940 | 1 940                             | 37 493          | 30 355  | 7 138             | 19,3               | 15,7           | 3,6                   |              | 73,2                    |                                     |                                  |
| 1941 | 1 755                             | 36 295          | 30 434  | 5 861             | 20,7               | 17,3           | 3,4                   |              | 81,7                    |                                     |                                  |
| 1942 |                                   | 36 370          | 29 940  | 6 430             |                    |                |                       |              | 81,1                    |                                     |                                  |
| 1943 |                                   | 35 915          | 29 904  | 6 011             |                    |                |                       |              | 93,4                    |                                     |                                  |
| 1944 |                                   |                 |         |                   |                    |                |                       |              |                         |                                     |                                  |
| 1945 |                                   | 26 217          | 32 230  | −6 013            |                    |                |                       |              | 111,1                   |                                     |                                  |
| 1946 | 1 636                             | 30 544          | 32 266  | −1 722            | 18,7               | 19,7           | −1,1                  |              | 93,9                    |                                     |                                  |
| 1947 | 1 787                             | 34 832          | 32 435  | 2 397             | 19,5               | 18,2           | 1,3                   |              | 108,7                   |                                     |                                  |
| 1948 | 1 872                             | 35 402          | 26 500  | 8 902             | 18,9               | 14,2           | 4,8                   |              | 79,3                    |                                     |                                  |
| 1949 | 1 886                             | 35 671          | 25 640  | 10 031            | 18,9               | 13,6           | 5,3                   |              | 83,3                    |                                     |                                  |
| 1950 | 1 887                             | 33 137          | 24 250  | 8 887             | 17,6               | 12,9           | 4,7                   |              | 70,0                    |                                     |                                  |
| 1951 | 1 895                             | 32 764          | 23 898  | 8 866             | 17,3               | 12,6           | 4,7                   |              | 69,6                    |                                     |                                  |
| 1952 | 1 906                             | 32 278          | 22 680  | 9 598             | 16,9               | 11,9           | 5,0                   |              | 52,9                    |                                     |                                  |
| 1953 | 1 926                             | 30 986          | 22 761  | 8 225             | 16,1               | 11,8           | 4,3                   |              | 46,8                    |                                     |                                  |
| 1954 | 1 953                             | 33 202          | 22 500  | 10 702            | 17,0               | 11,5           | 5,5                   |              | 45,9                    |                                     |                                  |
| 1955 | 1 981                             | 32 968          | 21 330  | 11 638            | 16,6               | 10,8           | 5,9                   |              | 42,0                    |                                     |                                  |
| 1956 | 2 018                             | 32 590          | 20 339  | 12 251            | 16,1               | 10,1           | 6,1                   |              | 33,9                    |                                     |                                  |
| 1957 | 2 054                             | 33 714          | 21 087  | 12 627            | 16,4               | 10,3           | 6,1                   |              | 32,3                    |                                     |                                  |
| 1958 | 2 073                             | 35 068          | 20 910  | 14 158            | 16,9               | 10,1           | 6,8                   |              | 29,5                    |                                     |                                  |
| 1959 | 2 092                             | 35 028          | 22 601  | 12 427            | 16,7               | 10,8           | 5,9                   | 1,94         | 30,8                    |                                     |                                  |
| 1960 | 2 121                             | 35 468          | 21 314  | 14 154            | 16,7               | 10,0           | 6,7                   | 1,99         | 27,0                    |                                     |                                  |
| 1961 | 2 153                             | 35 993          | 21 759  | 14 234            | 16,7               | 10,1           | 6,6                   | 2,01         | 24,1                    |                                     |                                  |
| 1962 | 2 182                             | 35 061          | 23 592  | 11 469            | 16,1               | 10,8           | 5,3                   | 1,91         | 24,2                    |                                     |                                  |
| 1963 | 2 211                             | 33 843          | 22 703  | 11 140            | 15,3               | 10,3           | 5,0                   | 1,85         | 25,9                    |                                     |                                  |
| 1964 | 2 241                             | 33 053          | 21 165  | 11 888            | 14,7               | 9,4            | 5,3                   | 1,79         | 22,0                    |                                     |                                  |
| 1965 | 2 266                             | 31 212          | 22 780  | 8 432             | 13,8               | 10,1           | 3,7                   | 1,74         | 18,9                    |                                     |                                  |
| 1966 | 2 283                             | 31 974          | 23 350  | 8 624             | 14,0               | 10,2           | 3,8                   | 1,76         | 17,0                    |                                     |                                  |
| 1967 | 2 301                             | 32 232          | 24 362  | 7 870             | 14,0               | 10,6           | 3,4                   | 1,80         | 17,3                    |                                     |                                  |
| 1968 | 2 324                             | 32 693          | 25 104  | 7 589             | 14,1               | 10,8           | 3,3                   | 1,83         | 18,9                    |                                     |                                  |
| 1969 | 2 343                             | 32 915          | 26 229  | 6 686             | 14,0               | 11,2           | 2,9                   | 1,88         | 17,7                    |                                     |                                  |
| 1970 | 2 359                             | 34 333          | 26 546  | 7 787             | 14,6               | 11,3           | 3,3                   | 2,01         | 17,7                    |                                     |                                  |
| 1971 | 2 376                             | 35 239          | 26 275  | 8 964             | 14,8               | 11,1           | 3,8                   | 2,04         | 15,9                    |                                     |                                  |
| 1972 | 2 396                             | 35 007          | 27 296  | 7 711             | 14,6               | 11,4           | 3,2                   | 2,03         | 16,0                    |                                     |                                  |
| 1973 | 2 416                             | 34 008          | 28 139  | 5 869             | 14,1               | 11,6           | 2,4                   | 1,96         | 15,8                    |                                     |                                  |
| 1974 | 2 437                             | 34 920          | 28 143  | 6 777             | 14,3               | 11,5           | 2,8                   | 2,00         | 18,4                    |                                     |                                  |
| 1975 | 2 456                             | 34 810          | 30 042  | 4 768             | 14,2               | 12,2           | 1,9                   | 1,96         | 20,3                    |                                     |                                  |
| 1976 | 2 470                             | 34 644          | 30 373  | 4 271             | 14,0               | 12,3           | 1,7                   | 1,93         | 20,1                    |                                     |                                  |
| 1977 | 2 485                             | 34 240          | 30 869  | 3 371             | 13,8               | 12,4           | 1,4                   | 1,88         | 18,3                    |                                     |                                  |
| 1978 | 2 498                             | 34 258          | 31 261  | 2 997             | 13,7               | 12,5           | 1,2                   | 1,85         | 18,1                    |                                     |                                  |
| 1979 | 2 506                             | 34 683          | 32 162  | 2 521             | 13,8               | 12,8           | 1,0                   | 1,87         | 18,3                    |                                     |                                  |
| 1980 | 2 512                             | 35 534          | 32 100  | 3 434             | 14,1               | 12,8           | 1,4                   | 1,90         | 15,3                    |                                     |                                  |
| 1981 | 2 519                             | 35 732          | 32 090  | 3 642             | 14,2               | 12,7           | 1,4                   | 1,90         | 16,0                    |                                     |                                  |
| 1982 | 2 531                             | 37 477          | 31 234  | 6 243             | 14,8               | 12,3           | 2,5                   | 1,98         | 13,9                    |                                     |                                  |
| 1983 | 2 546                             | 40 572          | 32 330  | 8 242             | 15,9               | 12,7           | 3,2                   | 2,13         | 15,9                    |                                     |                                  |
| 1984 | 2 562                             | 40 847          | 33 406  | 7 441             | 15,9               | 13,0           | 2,9                   | 2,15         | 12,9                    |                                     |                                  |
| 1985 | 2 579                             | 39 571          | 34 166  | 5 405             | 15,3               | 13,2           | 2,1                   | 2,09         | 13,0                    |                                     |                                  |
| 1986 | 2 600                             | 41 960          | 31 328  | 10 632            | 16,1               | 12,0           | 4,1                   | 2,22         | 12,8                    |                                     |                                  |
| 1987 | 2 627                             | 42 135          | 32 150  | 9 985             | 16,0               | 12,2           | 3,8                   | 2,21         | 11,3                    |                                     |                                  |
| 1988 | 2 653                             | 41 275          | 32 421  | 8 854             | 15,6               | 12,2           | 3,3                   | 2,16         | 11,0                    | 66,3                                | 75,0                             |
| 1989 | 2 667                             | 38 922          | 32 584  | 6 338             | 14,6               | 12,2           | 2,4                   | 2,04         | 11,3                    | 65,3                                | 75,2                             |
| 1990 | 2 663                             | 37 918          | 34 812  | 3 106             | 14,2               | 13,1           | 1,2                   | 2,00         | 13,7                    | 64,2                                | 74,6                             |
| 1991 | 2 651                             | 34 633          | 34 749  | −116              | 13,1               | 13,1           | −0,0                  | 1,85         | 15,7                    | 63,8                                | 74,8                             |
| 1992 | 2 614                             | 31 569          | 35 420  | −3 851            | 12,1               | 13,6           | −1,5                  | 1,74         | 17,6                    | 63,3                                | 74,8                             |
| 1993 | 2 563                             | 26 759          | 39 197  | −12 438           | 10,4               | 15,3           | −4,9                  | 1,52         | 16,2                    | 61,6                                | 73,8                             |
| 1994 | 2 521                             | 24 256          | 41 757  | −17 501           | 9,6                | 16,6           | −6,9                  | 1,41         | 15,7                    | 60,7                                | 72,9                             |
| 1995 | 2 485                             | 21 595          | 38 931  | −17 336           | 8,7                | 15,7           | −7,0                  | 1,27         | 18,8                    | 60,8                                | 73,1                             |
| 1996 | 2 457                             | 19 782          | 34 320  | −14 538           | 8,1                | 14,0           | −5,9                  | 1,18         | 15,9                    | 63,9                                | 75,6                             |
| 1997 | 2 433                             | 18 830          | 33 533  | −14 703           | 7,7                | 13,8           | −6,0                  | 1,13         | 15,3                    | 64,2                                | 75,9                             |
| 1998 | 2 410                             | 18 410          | 34 200  | −15 790           | 7,6                | 14,2           | −6,6                  | 1,11         | 15,0                    | 64,1                                | 75,5                             |
| 1999 | 2 390                             | 19 396          | 32 844  | −13 448           | 8,1                | 13,7           | −5,6                  | 1,18         | 11,3                    | 64,9                                | 76,2                             |
| 2000 | 2 373                             | 20 248          | 32 205  | −11 957           | 8,5                | 13,6           | −5,0                  | 1,24         | 10,3                    | 64,8                                | 76,0                             |
| 2001 | 2 355                             | 19 664          | 32 991  | −13 327           | 8,3                | 14,0           | −5,7                  | 1,21         | 11,0                    | 64,5                                | 75,7                             |
| 2002 | 2 320                             | 20 044          | 32 498  | −12 454           | 8,7                | 14,1           | −5,3                  | 1,25         | 9,8                     | 64,7                                | 76,1                             |
| 2003 | 2 299                             | 21 006          | 32 437  | −11 431           | 9,2                | 14,2           | −4,9                  | 1,32         | 9,4                     | 65,6                                | 76,0                             |
| 2004 | 2 277                             | 20 334          | 32 024  | −11 690           | 9,1                | 14,2           | −5,1                  | 1,29         | 9,3                     | 65,9                                | 76,3                             |
| 2005 | 2 250                             | 21 497          | 32 777  | −11 280           | 9,8                | 14,6           | −4,9                  | 1,39         | 7,7                     | 65,2                                | 76,5                             |
| 2006 | 2 228                             | 22 264          | 33 098  | −10 834           | 10,3               | 14,9           | −4,7                  | 1,46         | 7,4                     | 65,2                                | 76,3                             |
| 2007 | 2 209                             | 23 273          | 33 042  | −9 769            | 10,9               | 15,0           | −4,3                  | 1,54         | 8,5                     | 65,3                                | 76,2                             |
| 2008 | 2 192                             | 23 948          | 31 006  | −7 058            | 11,2               | 14,2           | −3,1                  | 1,59         | 6,6                     | 66,7                                | 77,7                             |
| 2009 | 2 163                             | 21 677          | 29 897  | −8 220            | 10,3               | 14,0           | −3,6                  | 1,47         | 7,6                     | 67,7                                | 77,8                             |
| 2010 | 2 121                             | 19 219          | 30 040  | −10 821           | 9,4                | 14,3           | −4,8                  | 1,36         | 5,6                     | 68,1                                | 78,1                             |
| 2011 | 2 075                             | 18 825          | 28 540  | −9 715            | 9,1                | 13,9           | −4,8                  | 1,34         | 6,6                     | 68,7                                | 78,7                             |
| 2012 | 2 041                             | 19 897          | 29 025  | −9 128            | 9,8                | 14,2           | −4,4                  | 1,44         | 6,3                     | 69,1                                | 78,9                             |
| 2013 | 2 005                             | 20 596          | 28 691  | −8 095            | 10,2               | 14,3           | −4,0                  | 1,52         | 4,4                     | 69,5                                | 79,0                             |
| 2014 | 1 995                             | 21 746          | 28 466  | −6 720            | 10,8               | 14,3           | −3,5                  | 1,65         | 3,8                     | 69,1                                | 79,3                             |
| 2015 | 1 986                             | 21 979          | 28 319  | −6 330            | 11,0               | 14,3           | -3,3                  | 1,70         | 4,1                     | 69,7                                | 79,3                             |
| 2016 | 1 969                             | 21 763          | 28 294  | −6 531            | 11,0               | 14,4           | -3,4                  |              |                         |                                     |                                  |

### Вікова структура

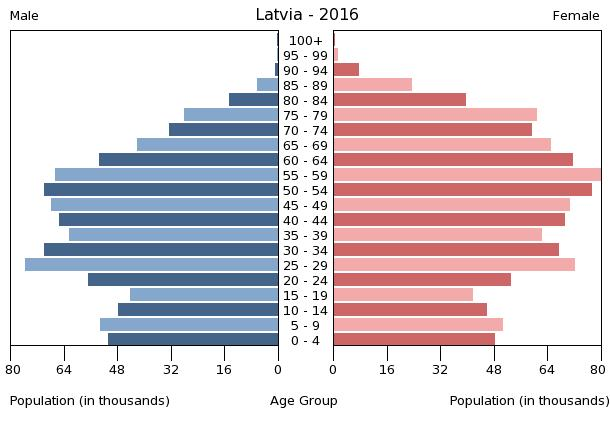
Віково-статева піраміда населення Латвії, 2016 рік

Середній вік населення Латвії становить 43,3 року (18-те місце у світі): для чоловіків — 39,5, для жінок — 46,6 року. Очікувана середня тривалість життя 2015 року становила 74,23 року (123-тє місце у світі), для чоловіків — 69,62 року, для жінок — 79,07 року.
Вікова структура населення Латвії, станом на 2015 рік, виглядає наступним чином:
- діти віком до 14 років — 14,86 % (151 296 чоловіків, 143 968 жінок);
- молодь віком 15-24 роки — 10,47 % (107 301 чоловік, 100 779 жінок);
- дорослі віком 25-54 роки — 42,25 % (414 648 чоловіків, 424 745 жінок);
- особи передпохилого віку (55-64 роки) — 13,44 % (117 851 чоловік, 149 063 жінки);
- особи похилого віку (65 років і старіші) — 18,98 % (122 507 чоловіків, 254 547 жінок)[1].

### Шлюбність— розлучуваність
Коефіцієнт шлюбності, тобто кількість шлюбів на 1 тис. осіб за календарний рік, дорівнює 4,2; коефіцієнт розлучуваності — 2,2; індекс розлучуваності, тобто відношення шлюбів до розлучень за календарний рік — 52 (дані за 2010 рік). Середній вік, коли чоловіки беруть перший шлюб дорівнює 30,6 року, жінки — 28,2 року, загалом — 29,4 року (дані за 2014 рік).

## Розселення
Густота населення країни 2015 року становила 31,7 особи/км² (183-тє місце у світі). Більша частина населення країни розміщується в центральній частині, навколо головного морського порту й столиці (Рига). Невеличкі міські поселення розпорошені усією територією країни.

### Урбанізація
Латвія високоурбанізована країна. Рівень урбанізованості становить 67,4 % населення країни (станом на 2015 рік), темпи зменшення частки міського населення — 0,67 % (оцінка тренду за 2010—2015 роки).
Головні міста держави: Рига (столиця) — 621,0 тис. осіб (дані за 2015 рік).

### Міграції
Річний рівень еміграції 2015 року становив 6,26 ‰ (200-те місце у світі). Цей показник не враховує різниці між законними і незаконними мігрантами, між біженцями, трудовими мігрантами та іншими.

#### Біженці й вимушені переселенці
Латвія є членом Міжнародної організації з міграції (IOM).

#### Апатриди
У країні мешкає 252,2 тис. осіб без громадянства. Негромадянами були визначені мешканці країни, що не жили в ній до початку радянської окупації країни 1940 року. Негромадяни не мають права голосувати на виборах, займати державні посади, або служити у війську, проте вони не обмежені в правах без перешкод перетинати кордони в зони дії Шенгенської угоди. Натуралізація відбувається після 5 років постійного проживання в країні й складання іспитів на знання мови, історії, державного гімну. Діти негромадян, народжені після відновлення незалежності Латвії, також мають право отримати громадянства після складання іспиту.. Значна частина негромадян, однак, або не володіють мовою в належній мірі, або не бажають витрачати час і гроші на натуралізацію, або відмовляються від процедури з ідейних міркувань. Влада Латвії, зі свого боку, стверджує, що негромадяни, що проживають тут, не повинні вважатися національними меншинами, а тому на них не поширюється Конвенція про захист прав національних меншин. Питання російськомовних негромадян Латвії регулярно піднімається Росією задля досягнення власних політичних цілей.

## Расово-етнічний склад

Співвідношення чисельність латишів, росіян та ін. в Латвії
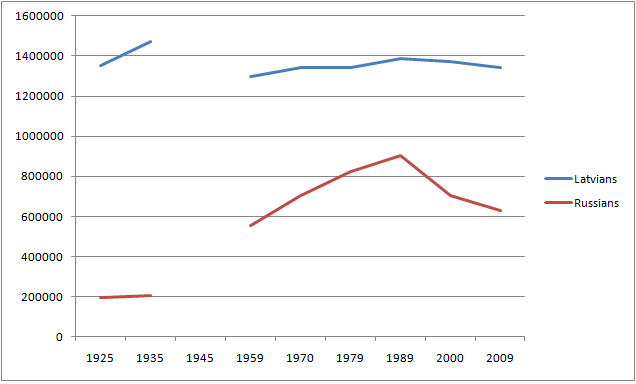
Тренд чисельність латишів і росіян
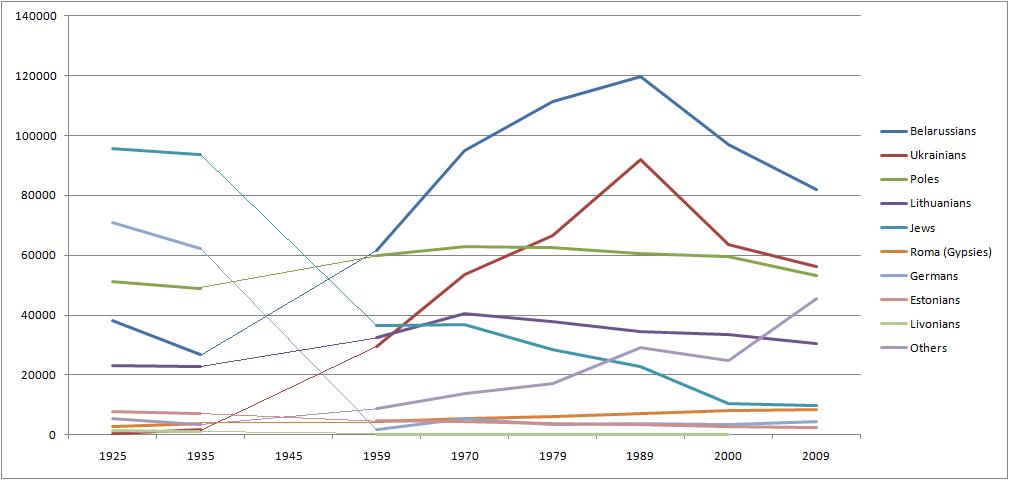
Тренд чисельності інших народів

| Етнічний склад (2013 рік) | Етнічний склад (2013 рік) | Етнічний склад (2013 рік) | Етнічний склад (2013 рік) | Етнічний склад (2013 рік) |
| ------------------------- | ------------------------- | ------------------------- | ------------------------- | ------------------------- |
| Етнос:                    |                           |                           | Відсоток:                 |                           |
| латиші                    | латиші                    |                           | 61.1%                     | 61.1%                     |
| росіяни                   | росіяни                   |                           | 26.2%                     | 26.2%                     |
| білоруси                  | білоруси                  |                           | 3.5%                      | 3.5%                      |
| українці                  | українці                  |                           | 2.3%                      | 2.3%                      |
| поляки                    | поляки                    |                           | 2.2%                      | 2.2%                      |
| литовці                   | литовці                   |                           | 1.3%                      | 1.3%                      |
| інші                      | інші                      |                           | 3.4%                      | 3.4%                      |

Головні етноси країни: латиші — 61,1 %, росіяни — 26,2 %, білоруси — 3,5 %, українці — 2,3 %, поляки — 2,2 %, литовці — 1,3 %, інші — 3,4 % населення (оціночні дані за 2013 рік).
Етнічний склад населення Латвії в 1897—2020 роках
| Етнос    | Перепис 1897 | Перепис 1897 | Перепис 1925 | Перепис 1925 | Перепис 1935 | Перепис 1935 | Перепис 1959 | Перепис 1959 | Перепис 1970 | Перепис 1970 | Перепис 1979 | Перепис 1979 | Перепис 1989 | Перепис 1989 | Перепис 2000 | Перепис 2000 | Перепис 2011 | Перепис 2011 | Статистичні дані 2020 | Статистичні дані 2020 |
| Етнос    | Осіб         | %            | Осіб         | %            | Осіб         | %            | Осіб         | %            | Осіб         | %            | Осіб         | %            | Осіб         | %            | Осіб         | %            | Осіб         | %            | Осіб                  | %                     |
| -------- | ------------ | ------------ | ------------ | ------------ | ------------ | ------------ | ------------ | ------------ | ------------ | ------------ | ------------ | ------------ | ------------ | ------------ | ------------ | ------------ | ------------ | ------------ | --------------------- | --------------------- |
| Латиші   | 1 318 617    | 68,34        | 1 354 126    | 73,4         | 1 472 612    | 75,5         | 1 297 881    | 62,0         | 1 341 805    | 56,8         | 1 344 105    | 53,7         | 1 387 757    | 52,0         | 1 370 703    | 57,7         | 1 284 194    | 62,1         | 1 192 333             | 62,5                  |
| Росіяни  | 154 561      | 8,0          | 193 648      | 10,5         | 206 499      | 10,6         | 556 448      | 26,6         | 704 599      | 29,8         | 821 464      | 32,8         | 905 515      | 34,0         | 703 243      | 29,6         | 556 422      | 26,9         | 471 206               | 24,7                  |
| Білоруси | 79 541       | 4,12         | 38 010       | 2,1          | 26 867       | 1,4          | 61 587       | 2,9          | 94 898       | 4,0          | 111 505      | 4,5          | 119 702      | 4,5          | 97 150       | 4,1          | 68 174       | 3,3          | 60 097                | 3,1                   |
| Українці | 987          | 0,05         | 512          | 0,0          | 1 844        | 0,1          | 29 440       | 1,4          | 53 461       | 2,3          | 66 703       | 2,7          | 92 101       | 3,5          | 63 644       | 2,7          | 45 699       | 2,2          | 42 929                | 2,3                   |
| Поляки   | 65 088       | 3,37         | 51 143       | 2,8          | 48 949       | 2,5          | 59 774       | 2,9          | 63 045       | 2,7          | 62 690       | 2,5          | 60 416       | 2,3          | 59 505       | 2,5          | 44 783       | 2,2          | 37 968                | 2,0                   |
| Литовці  | 25 888       | 1,34         | 23 192       | 1,3          | 22 913       | 1,2          | 32 383       | 1,6          | 40 589       | 1,7          | 37 818       | 1,5          | 34 630       | 1,3          | 33 430       | 1,4          | 24 426       | 1,2          | 21 938                | 1,1                   |
| Євреї    | 122 700      | 6,36         | 95 675       | 5,2          | 93 479       | 4,8          | 36 592       | 1,8          | 36 680       | 1,6          | 28 331       | 1,1          | 22 897       | 0,9          | 10 385       | 0,4          | 6 416        | 0,3          | —                     | —                     |
| Цигани   | 1 942        | 0,1          | 2 870        | 0,2          | 3 839        | 0,2          | 4 301        | 0,2          | 5 427        | 0,2          | 6 134        | 0,3          | 7 044        | 0,3          | 8 205        | 0,3          | 6 452        | 0,3          | 4 891                 | 0,3                   |
| Німці    | 137 312      | 7,12         | 70 964       | 3,8          | 62 144       | 3,2          | 1 609        | 0,1          | 5 413        | 0,2          | 3 299        | 0,1          | 3 783        | 0,1          | 3 465        | 0,1          | 3 023        | 0,1          | 2 476                 | 0,1                   |
| Естонці  | 17 991       | 0,93         | 7 893        | 0,4          | 7 014        | 0,4          | 4 610        | 0,2          | 4 334        | 0,2          | 3 681        | 0,2          | 3 312        | 0,1          | 2 652        | 0,1          | 2 000        | 0,1          | 1 607                 | 0,1                   |
| Ліви     |              |              | 1 268        | 0,1          | 944          | 0,0          | 185          | 0,0          | 48           | 0,0          | 107          | 0,0          | 135          | 0,0          | 177          | 0,0          | —            | —            | —                     | —                     |
| Інші     | 4 823        | 0,25         | 5 504        | 0,3          | 3 398        | 0,2          | 8 648        | 0,4          | 13 828       | 0,6          | 16 979       | 0,7          | 29 275       | 1,1          | 24 824       | 1,1          | 26 298       | 1,3          | 72 230                | 3,8                   |
| Загалом  | 1 929 387    | 1 929 387    | 1 844 805    | 1 844 805    | 1 950 502    | 1 950 502    | 2 093 458    | 2 093 458    | 2 364 127    | 2 364 127    | 2 502 816    | 2 502 816    | 2 666 567    | 2 666 567    | 2 377 383    | 2 377 383    | 2 067 887    | 2 067 887    | 1 907 675             | 1 907 675             |

- Співвідношення чисельність латишів, росіян та ін. в Латвії (англ.)
- Тренд чисельність латишів і росіян (англ.)
- Тренд чисельності інших народів (англ.)

### Діаграми
| · Латиші (72.76%) Росіяни (7.82%) Євреї (4.99%) Білоруси (4.74%) Німці (3.64%) Поляки (3.42%) Литовці (1.60%) Естонці (0.55%) Українці (0.07%)  | · Латиші (73.40%) Росіяни (10.50%) Євреї (5.19%) Німці (3.85%) Поляки (2.77%) Білоруси (2.06%) Литовці (1.26%) Естонці (0.43%) Українці (0.03%) | · Латиші (73.42%) Росіяни (10.62%) Євреї (4.97%) Німці (3.68%) Поляки (3.12%) Білоруси (1.90%) Литовці (1.36%) Естонці (0.41%) Українці (0.09%) | · Латиші (75.50%) Росіяни (10.59%) Євреї (4.79%) Німці (3.19%) Поляки (2.51%) Білоруси (1.38%) Литовці (1.17%) Естонці (0.36%) Українці (0.09%) | · Латиші (62.00%) Росіяни (26.58%) Білоруси (2.94%) Поляки (2.86%) Євреї (1.75%) Литовці (1.55%) Українці (1.41%) Естонці (0.22%) Німці (0.08%) |  |  |
| Перепис 1970 року | Перепис 1979 року | Перепис 1989 року | Перепис 2000 року | Перепис 2011 року |  |  |
| · Латиші (56.76%) Росіяни (29.80%) Білоруси (4.01%) Поляки (2.67%) Українці (2.26%) Литовці (1.72%) Євреї (1.55%) Німці (0.23%) Естонці (0.18%) | · Латиші (53.7%) Росіяни (32.82%) Білоруси (4.46%) Поляки (2.5%) Українці (2.66%) Литовці (1.51%) Євреї (1.13%) Німці (0.13%) Естонці (0.2%)    | · Латиші (52.04%) Росіяни (33.96%) Білоруси (4.49%) Поляки (2.27%) Українці (3.45%) Литовці (1.3%) Євреї (0.86%) Німці (0.14%) Естонці (0.12%)  | · Латиші (57.7%) Росіяни (29.6%) Білоруси (4.1%) Поляки (2.5%) Українці (2.7%) Литовці (1.4%) Євреї (0.4%) Німці (0.1%) Естонці (0.1%)          | · Латиші (62.1%) Росіяни (26.9%) Білоруси (3.3%) Поляки (2.2%) Українці (2.2%) Литовці (1.2%) Євреї (0.3%) Німці (0.1%) Естонці (0.1%)          |  |  |

## Мови
| Мови Латвії (2012 рік) | Мови Латвії (2012 рік) | Мови Латвії (2012 рік) | Мови Латвії (2012 рік) | Мови Латвії (2012 рік) |
| ---------------------- | ---------------------- | ---------------------- | ---------------------- | ---------------------- |
| Мова:                  |                        |                        | Відсоток:              |                        |
| латиська               | латиська               |                        | 56.3%                  | 56.3%                  |
| російська              | російська              |                        | 33.8%                  | 33.8%                  |
| інші                   | інші                   |                        | 0.6%                   | 0.6%                   |

Офіційна мова: латиська, нею розмовляє 56,3 % населення держави. У побуті широко представлені також російська — 33,8 %, інші мови (польська, українська, білоруська) — 0,6 % (дані на 2011 рік). Латиською мовою (крім тих, для яких вона є рідною) володіє 49,8 % населення, російською (крім тих, для яких вона є рідною) — 69,9 %. Латвія, як член Ради Європи, не підписала Європейську хартію регіональних мов.

## Релігії
| Релігії в Латвії (2008 рік) | Релігії в Латвії (2008 рік) | Релігії в Латвії (2008 рік) | Релігії в Латвії (2008 рік) | Релігії в Латвії (2008 рік) |
| --------------------------- | --------------------------- | --------------------------- | --------------------------- | --------------------------- |
| Віросповідання:             |                             |                             | Відсоток:                   |                             |
| лютерани                    | лютерани                    |                             | 19.6%                       | 19.6%                       |
| православні                 | православні                 |                             | 15.3%                       | 15.3%                       |
| християни                   | християни                   |                             | 1%                          | 1%                          |
| інші                        | інші                        |                             | 0.4%                        | 0.4%                        |
| агностики                   | агностики                   |                             | 63.7%                       | 63.7%                       |

Головні релігії й вірування, які сповідує, і конфесії та церковні організації, до яких відносить себе населення країни: лютеранство — 19,6 %, православ'я — 15,3 %, інші течії християнства — 1 %, інші — 0,4 %, не визначились — 63,7 % (станом на 2006 рік).

## Освіта
Рівень письменності 2015 року становив 99,9 % дорослого населення (віком від 15 років): 99,9 % — серед чоловіків, 99,9 % — серед жінок.
Державні витрати на освіту складають 4,9 % від ВВП країни, станом на 2013 рік (77-ме місце у світі). Середня тривалість освіти становить 16 років, для хлопців — до 16 років, для дівчат — до 17 років (станом на 2014 рік).

## Охорона здоров'я
Забезпеченість лікарями в країні на рівні 3,58 лікаря на 1000 мешканців (станом на 2012 рік). Забезпеченість лікарняними ліжками в стаціонарах — 5,9 ліжка на 1000 мешканців (станом на 2011 рік). Загальні витрати на охорону здоров'я 2014 року склали 5,9 % від ВВП країни (110-те місце у світі).
Смертність немовлят до 1 року, станом на 2015 рік, становила 5,36 ‰ (174-те місце у світі); хлопчиків — 5,76 ‰, дівчаток — 4,95 ‰. Рівень материнської смертності 2015 року становив 18 випадків на 100 тис. народжень (120-те місце у світі).
Латвія входить до складу ряду міжнародних організацій: Міжнародного руху (ICRM) і Міжнародної федерації товариств Червоного Хреста і Червоного Півмісяця (IFRCS), Дитячого фонду ООН (UNISEF), Всесвітньої організації охорони здоров'я (WHO).

### Захворювання
Потенційний рівень зараження інфекційними хворобами в країні середній. Найпоширеніші інфекційні захворювання: кліщовий енцефаліт (станом на 2016 рік).
Кількість хворих на СНІД невідома, дані про відсоток інфікованого населення в репродуктивному віці 15-49 років відсутні. Дані про кількість смертей від цієї хвороби за 2014 рік відсутні.
Частка дорослого населення з високим індексом маси тіла 2014 року становила 25,6 % (62-ге місце у світі).

### Санітарія
Доступ до облаштованих джерел питної води 2015 року мало 99,8 % населення в містах і 98,3 % в сільській місцевості; загалом 99,3 % населення країни. Відсоток забезпеченості населення доступом до облаштованого водовідведення (каналізація, септик): в містах — 90,8 %, в сільській місцевості — 81,5 %, загалом по країні — 87,8 % (станом на 2015 рік). Споживання прісної води, станом на 2007 рік, дорівнює 0,42 км³ на рік, або 177,9 тонни на одного мешканця на рік: з яких 42 % припадає на побутові, 45 % — на промислові, 13 % — на сільськогосподарські потреби.

## Соціально-економічне положення
Співвідношення осіб що в економічному плані залежать від інших до осіб працездатного віку (15-64 роки) загалом становить 52,2 % (станом на 2015 рік): частка дітей — 22,7 %; частка осіб похилого віку — 29,5 %, або 3,4 потенційно працездатних на 1 пенсіонера. Загалом дані показники характеризують рівень затребуваності державної допомоги в секторах освіти, охорони здоров'я і пенсійного забезпечення, відповідно. Дані про відсоток населення країни, що перебуває за межею бідності відсутні. Розподіл доходів домогосподарств в країні виглядає наступним чином: нижній дециль — 2,7 %, верхній дециль — 27,6 % (станом на 2008 рік).
Станом на 2016 рік, уся країна була електрифікована, усе населення країни мало доступ до електромереж. Рівень проникнення інтернет-технологій надзвичайно високий. Станом на липень 2015 року в країні налічувалось 1,573 млн унікальних інтернет-користувачів (110-те місце у світі), що становило 79,2 % від загальної кількості населення країни.

### Трудові ресурси
Загальні трудові ресурси 2015 року становили 993,5 тис. осіб (143-тє місце у світі). Зайнятість економічно активного населення у господарстві країни розподіляється наступним чином: аграрне, лісове і рибне господарства — 8,8 %; промисловість і будівництво — 24 %; сфера послуг — 67,2 % (станом на 2010 рік). Безробіття 2015 року дорівнювало 8,7 % працездатного населення, 2014 року — 8,9 % (102-ге місце у світі); серед молоді у віці 15-24 років ця частка становила 19,6 %, серед юнаків — 19,4 %, серед дівчат — 20 % (28-ме місце у світі).

## Кримінал

### Наркотики

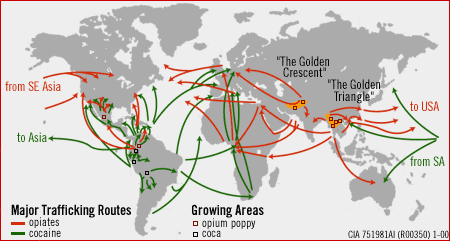
Світові маршрути наркотрафіку

Транзитна країна і країна-споживач кокаїну, синтетичних наркотиків, опіатів і марихуани з Південно-Західної Азії, Західної Європи, Латинської Америки, Балканських країн; незважаючи на поліпшення національного законодавства, країна уразлива до відмивання грошей через порівняно слабке регулювання офшорних компаній і ігорного бізнесу; в країні активно діє кримінал з країн СНД (контрафактна продукція, корупція, рекет, викрадення автомобілів, проституція).

### Торгівля людьми
Згідно щорічної доповіді про торгівлю людьми (англ. Trafficking in Persons Report) Управління з моніторингу та боротьби з торгівлею людьми Державного департаменту США, уряд Латвії докладає значних зусиль в боротьбі з явищем примусової праці, сексуальної експлуатації, незаконною торгівлею внутрішніми органами, але законодавство відповідає мінімальним вимогам американського закону 2000 року щодо захисту жертв (англ. Trafficking Victims Protection Act’s) не в повній мірі, країна знаходиться у списку другого рівня.

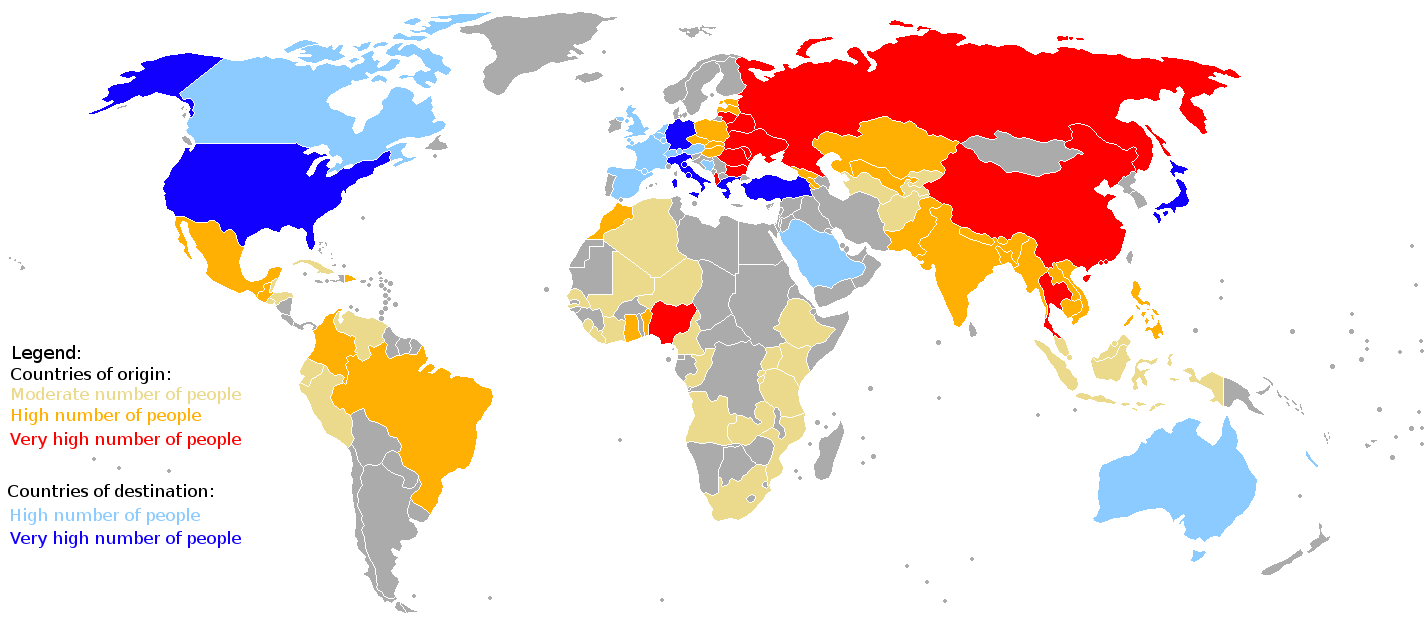
Країни-донори (червоний) і країни-реципієнти кримінальних потоків  (англ.)
Глобальна боротьба з торгівлею людьми (англ.)

## Гендерний стан
Статеве співвідношення (оцінка 2015 року):
- при народженні — 1,05 особи чоловічої статі на 1 особу жіночої;
- у віці до 14 років — 1,05 особи чоловічої статі на 1 особу жіночої;
- у віці 15-24 років — 1,07 особи чоловічої статі на 1 особу жіночої;
- у віці 25-54 років — 0,98 особи чоловічої статі на 1 особу жіночої;
- у віці 55-64 років — 0,79 особи чоловічої статі на 1 особу жіночої;
- у віці старше за 64 роки — 0,48 особи чоловічої статі на 1 особу жіночої;
- загалом — 0,85 особи чоловічої статі на 1 особу жіночої[1].

## Демографічні дослідження
Демографічні дослідження в країні ведуться рядом державних і наукових установ:
- Центральне статистичне управління Латвії (латис. Centrālā statistikas pārvalde).

### Переписи
Перший перепис в країні був проведений урядом Російської імперії 1897 року. На той час територія Латвії була розподілена між трьома губерніями: Курляндською, Ліфляндською і Вітебською. Після проголошення незалежності Латвійської Республіки уряд молодої держави встиг до окупації радянською владою провести два загальнонаціональні переписи 1925 і 1935 років. Радянська влада на території створеної Латвійської РСР провела 4 загальнодержавних переписи 1959, 1970, 1979 і 1989 років. Після відновлення незалежності Латвії 1991 року, латвійський уряд провів два загальнонаціональних переписи 2000 і 2011 років.

### Українською
- Атлас. 10-11 клас. Економічна і соціальна географія світу / упорядники :  О. Я. Скуратович, Н. І. Чанцева. — К. : ДНВП «Картографія», 2010. — ISBN 978-966-475-639-3.
- Атлас світу / голов. ред. І. С. Руденко ; зав. ред. В. В. Радченко ; відп. ред. О. В. Вакуленко. — К. : ДНВП «Картографія», 2005. — 336 с. — ISBN 9666315467.
- Безуглий В. В. Економічна і соціальна географія зарубіжних країн : Навчальний посібник. — К. : ВЦ «Академія», 2007. — 704 с. — ISBN 978-966-580-239-6.
- Безуглий В. В., Козинець С. В. Регіональна економічна і соціальна географія світу : Навчальний посібник. — видання 2-ге, доп., перероб. — К. : ВЦ «Академія», 2007. — 688 с. — ISBN 966-580-144-9.
- Гудзеляк І. І. Географія населення: Навчальний посібник / І. Гудзеляк. — Л. : Видавничий центр ЛНУ імені Івана Франка, 2008. — 232 с. — ISBN 978-966-613-599-8.
- Дахно І. І. Країни світу: Енциклопедичний довідник / І. І. Дахно, С. М. Тимофієв. — К. : Мапа, 2011. — 606 с. — (Бібліотека нового українця) — ISBN 978-966-8804-23-6.
- Дахно І. І. Економічна географія зарубіжних країн : навчальний посібник. — К. : Центр учбової літератури, 2014. — 319 с. — ISBN 978-611-01-0682-5.
- Джаман В. О. Регіональні системи розселення: демографічні аспекти. — Чернівці : Рута, 2003. — 392 с. — ISBN 9665685988.
- Дорошенко Л. С. Демографія: Навчальний посібник. — К. : МАУП, 2005. — 112 с. — ISBN 966-608-442-2.
- Дубович І. А. Країнознавчий словник-довідник. — 5-те вид., перероб. і доп. — К. : Знання, 2008. — 839 с. — ISBN 978-966-346-330-8.
- Економічна і соціальна географія країн світу. Навчальний посібник / За ред. Кузика С. П. — Л. : Світ, 2002. — 672 с. — ISBN 966-603-178-7.
- Загальна медична географія світу / В. О. Шевченко [та ін.] — К. : [б.в.], 1998. — 178 с.
- Крисаченко В. С. Динаміка населення: Популяційні, етнічні та глобальні виміри. — К. : Видавництво Національного інституту стратегічних досліджень, 2005. — 368 с. — ISBN 966-554-083-1.
- Любіцева О. О., Мезенцев К. В., Павлов С. В. Географія релігій. — К. : АртЕК, 1999. — 504 с. — ISBN 966-505-006-0.
- Масляк П. О. Країнознавство. — К. : Знання, 2007. — 292 с. — (Вища освіта XXI століття)
- Масляк П. О., Дахно І. І. Економічна і соціальна географія світу / П. О. Масляк, І. І. Дахно ; за ред. П. О. Масляка. — К. : Вежа, 2003. — 280 с. — ISBN 966-7091-53-8.

### Російською
- (рос.) Латвия // Демографический энциклопедический словарь / главн. ред. Валентей Д. И. — М. : Советская энциклопедия, 1985. — 608 с.
- (рос.) Латвия // Страны и народы. Советский Союз. Республики Прибалтики. Белоруссия. Украина. Молдавия / Редкол. : Г. М. Лаппо (отв. ред.) и др. — М. : «Мысль», 1984. — 349 с. — (Страны и народы) — 180 тис. прим.
- (рос.) Атлас народов мира / Отв. ред. С. И. Брук и В. С. Апенченко. — М. : ГУГК ГГК СССР и Институт этнографии им. Н. Н. Миклухо-Маклая АН СССР, 1964. — 185 с. — 20 тис. прим.
- (рос.) Численность и расселение народов мира. Этнографические очерки / под ред. С. И. Брука. — М. : Издательство АН СССР, 1962. — 487 с.
- (рос.) Лаппо Г. М. География городов: Учебное пособие для географических факультетов вузов. — М. : Туманит, изд. центр ВЛАДОС, 1997. — 476 с. — ISBN 5-691-00047-0.
- (рос.) Урланис Б. Ц. Рост населения в Европе (опыт исчисления). — М. : ОГИЗ-Госполитиздат, 1941. — 436 с.
- (рос.) Ягельский А. География населения. — М. : Прогресс, 1980. — 383 с.